# Thébo
Thébo est une commune rurale située dans le département de Samba de la province du Passoré dans la région Nord au Burkina Faso.

## Géographie
Thébo se trouve à environ 6 km au sud-ouest du centre de Samba, le chef-lieu de la commune et du département, et de la route nationale 13 ainsi qu'à 45 km au sud-ouest de Yako.

## Santé et éducation
Thébo accueille un centre de santé et de promotion sociale (CSPS) tandis que le centre médical avec antenne chirurgicale (CMA) de la province se trouve à Yako.
Le village possède une école primaire publique.